# Mesolítico
Mesolítico es el término que se utiliza para resumir el período de la prehistoria que sirve de transición entre el Paleolítico y el Neolítico. Que significa Edad media de la piedra (del griego μεσος, mesos = medio; y λίθος, líthos = piedra) por contraposición al Paleolítico (Edad antigua de la piedra) y al Neolítico (Edad nueva de la piedra), identificándose con las últimas sociedades de cazadores-recolectores. Los hábitos de las culturas del Mesolítico eran básicamente nómadas, con asentamientos estacionales de invierno y campamentos de verano, aunque en algunas regiones costeras europeas y en el Oriente Próximo (ahí donde encontraron recursos suficientes y regulares) comenzaron a vivir de una manera más sedentaria. Esto fue posible gracias a la ampliación del aspecto alimentario, que incluyó una gran variedad de alimentos que los especializados cazadores del Paleolítico superior no consumían. Relacionado con estos cambios de dieta estaría la mayor diversificación, especialización y cantidad de utensilios líticos, así como la desaparición de la pintura rupestre figurativa paleolítica, reemplazada por un arte más abstracto.

## Problemas de terminología
El término Mesolítico fue acuñado por John Lubbock en su obra Prehistoric Times, de 1865, cuando estableció la división de la Edad de Piedra anteriormente mencionada. Durante mucho tiempo fue visto únicamente como una etapa de transición, de decadencia incluso, entre los otros dos grandes períodos. Pero a principios del siglo XX se demostró que había una clara continuidad cultural, por lo que se acuñó un término nuevo para definir esta fase: Epipaleolítico (Por encima del Paleolítico), que no fue aceptado en todo el mundo científico. Actualmente, en el ámbito anglosajón generalmente se utilizan ambos términos como sinónimos, mientras que en el área de influencia académica francesa se suele establecer una clara diferencia entre ellos: 	
- Mesolítico se reservaría para aquellas sociedades de cazadores-recolectores que por sí solas, debido a sus propios procesos internos a lo largo del tiempo, terminan transformándose en agricultores.
- Epipaleolítico sería de aplicación a aquellas otras que solo cambian su economía depredadora por una productora debido a influencias externas (contactos con pueblos ya neolitizados).[4]

Una tercera tendencia sería la de aquellos autores que identifican Epipaleolítico con las sociedades del Holoceno inicial de clara tradición paleolítica y Mesolítico con sus sucesoras.
Por último, hay quien propone un tercer término para este periodo:
- Epipaleolítico sería adecuado para los grupos que mantuvieron las estrategias paleolíticas pero especializándose.
- Mesolítico se adjudicaría a aquellos que inicialmente optaron por tal vía pero luego fueron entrando en una dinámica de producción alimentaria.
- Subneolítico se aplicaría a las comunidades vecinas de sociedades neolitizadas que fueron asumiendo poco a poco esas técnicas por aculturación.[6]

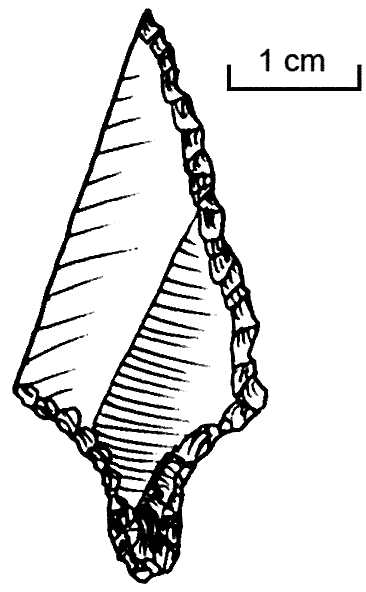
Punta ahrensburgiense.

## Cronología
El Mesolítico comenzaría con la transición del Pleistoceno al Holoceno, hace unos 12 000 años, y finalizaría con la aparición de los modos de vida productores, cuya cronología varía mucho de unas regiones a otras y de un continente a otro: mientras que en el Oriente Próximo la neolitización despuntaba sobre el 9000 a. C., a Escandinavia y ciertas áreas de la Europa atlántica no llegó hasta el 4000 a. C.
En el Oriente Próximo la dieta de espectro amplio empezó a adoptarse hacia el 12000 a. C. con los grupos natufienses, herederos de los kebarienses, que presentan las primeras muestras de urbanismo en el yacimiento de Nahal Oren. El natufiense es un complejo cultural que se extendió por todo el Levante mediterráneo y se caracteriza por la existencia de pequeñas aldeas formadas por cabañas circulares con zócalos de piedra que, en ocasiones, tienen silos anexos donde se guardaba el cereal silvestre recolectado, aunque también sirvieron como lugar de enterramiento. De forma paralela se desarrollaron los grupos de Karim Shair en el norte de Irak, los cuales recolectaban también vegetales y empezaban a ensayar la domesticación de la cabra. Hay procesos similares y contemporáneos en el Alto Egipto y Nubia. Hacia el 10300 a. C. estos comienzan a darse en el norte de India, en el estado de Uttar Pradesh. Sobre el 9000 a. C. en el sur de China, en la provincia de Yunnan, así como en Japón, México, costa peruana y valle del río Misisipi.

## Clima y medio ambiente
Esta época estuvo marcada por la finalización del último periodo glacial y la progresiva implantación de un clima templado/cálido que permitió el aumento de los bosques y la biodiversidad, aunque también provocó la inundación de amplias zonas costeras. Cambios que influyeron necesariamente en el comportamiento y en la cultura material de los humanos de la época.
La retirada de los hielos en Eurasia y América del Norte condujo a la formación de extensas praderas temporales que fueron pronto sustituidas por frondosos bosques. Alrededor de los trópicos se crearon amplias fajas esteparias y/o semidesérticas. Como consecuencia de estos cambios ecológicos y sobre todo de la presión cinegética del Homo sapiens, la megafauna pleistocénica se extinguió, aunque mamíferos como el reno y el bisonte emigraron hacia latitudes más nórdicas. Prosperaron animales de costumbres forestales y menos gregarias, cuya caza resultaba más compleja: el ciervo, el alce o el jabalí.
Al comenzar el Holoceno, el Levante mediterráneo presentaba un variado mosaico de ecosistemas formado por llanuras costeras, una franja boscosa, estepas mesetarias y desiertos. Estos ambientes albergaban una rica fauna y flora que permitió a sus pobladores asentarse de manera más o menos estable en aldeas manteniendo una economía de caza-recolección.

## Economía y sociedad
Al desaparecer o emigrar los animales que suponían la base de la dieta humana en el Paleolítico superior el espectro alimentario tuvo que ser ampliado. Para cazar las especies forestales el hombre debió utilizar perros, el primer animal que domesticó, ya a finales del Paleolítico superior en Europa occidental. La dieta se diversificó enormemente, incluyendo entonces otros pequeños mamíferos y aves como los gansos, tordos, faisanes, palomas, etc. La recolección de frutos y raíces se extendió, y aumentó espectacularmente el consumo de caracoles y conchas, como lo demuestran los enormes concheros de la vertiente atlántica europea y los caracoleros de las cuevas pirenaicas. También se comenzó a desarrollar la pesca fuera de la costa, en mar abierto.

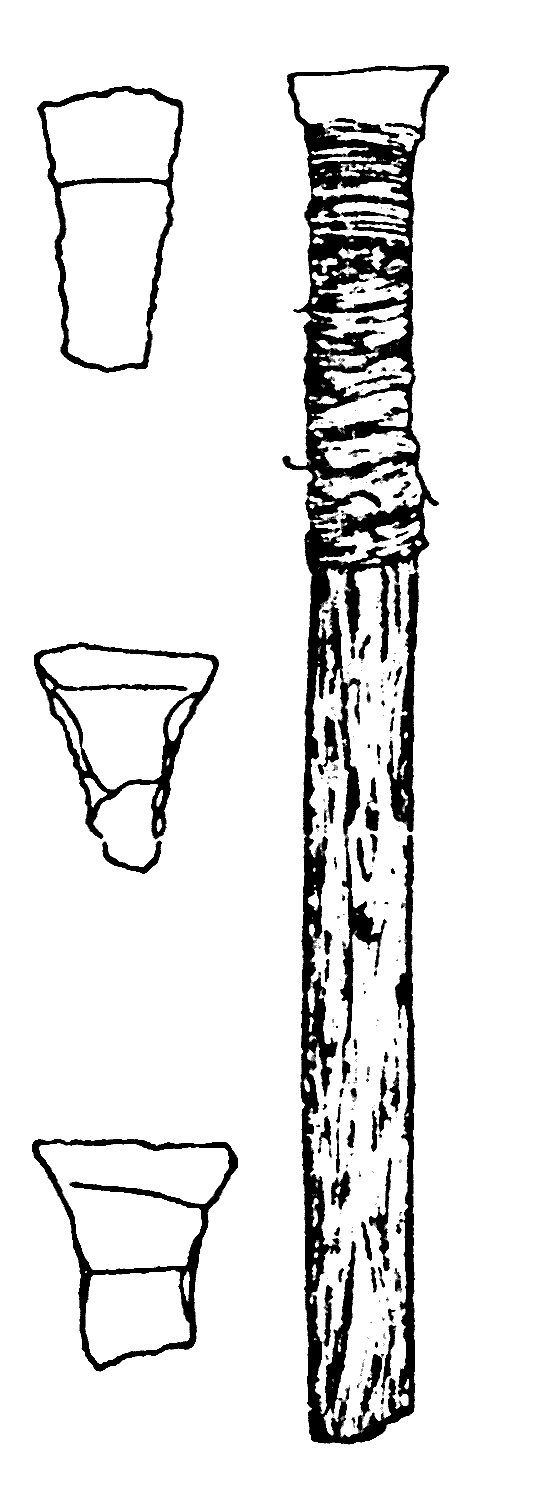
Microlitos (trapecios) y flecha mesolítica procedente de la turbera de Tværmose (Dinamarca).

Se fabricaron trineos, en un principio tirados por hombres y luego por perros, y canoas hechas con pieles o cortezas de árboles. De la corteza del abedul extraían un producto utilizado como cola. Aunque en Europa nunca se abandonaron del todo las cuevas, se construían también chozas de troncos y ramas a orillas de los ríos, en las cuales vivían al aire libre, y de las cuales se conservan pocos vestigios, pero en cuyos emplazamientos se localizan objetos de piedra tallada; tales lugares son conocidos como "talleres de sílex". En lugares costeros ricos en pesca y marisco se establecieron los primeros asentamientos permanentes de gran tamaño.
La industria lítica muestra una clara tendencia a la fabricación de pequeños utensilios adaptados a las nuevas situaciones y usos, muy especializados, los microlitos. Estos eran utilizados para la recolección de moluscos y para su apertura, como puntas de flecha, como raspadores, buriles, etc. Las armas más abundantes fueron los arcos, hechos de madera y tendones de animales, con flechas que incorporaban en su punta microlitos de variadas formas geométricas: triángulos, trapecios, etc. También se usaron flechas manufacturadas enteramente en hueso, en asta o en madera.
En el Próximo Oriente se produjo un aumento en la densidad de la población, que comenzó claramente a hacerse más sedentaria. En la que se conoce como cultura natufiense ya se anticipaban los grandes cambios del Neolítico. Eran cazadores-recolectores altamente especializados en la caza de la gacela y en la recolección de cereales silvestres, que almacenaban en silos situados en campamentos base ocupados durante todo el año. Estos estaban formados por aglomeraciones de viviendas circulares, semiexcavadas en el suelo, de una sola habitación y probablemente construidas con troncos y ramas. Utilizaban molinos y morteros de piedra de gran tamaño (algunos de ellos decorados en sus bordes), hoces y cuchillos de hueso adornados con figuras de animales, y enterraban a sus muertos en necrópolis cercanas a los poblados (en cuevas) o bajo el suelo de las casas. En los ajuares de estos enterramientos se comienzan a apreciar diferencias sociales que pueden estar relacionadas con unas incipientes jerarquización y desigualdad sociales, inexistentes hasta el momento, pero que tendieron a aumentar en los siguientes períodos.

## Arte
Al terminar el Paleolítico Superior también desaparecieron con él sus espléndidas manifestaciones artísticas, apareciendo otras nuevas, influenciadas, inevitablemente, por los cambiantes factores climáticos y los nuevos hábitos socioeconómicos. El problema de este nuevo arte postpaleolítico es que resulta muy difícil de datar y los investigadores no se ponen de acuerdo acerca de su periodización. Unos opinan que representaciones como las del arte naturalista levantino son ya del Neolítico inicial, otros que es anterior. De cualquier manera el arte no desapareció y lo seguimos encontrando en abrigos rocosos (arte parietal) y en objetos personales (arte mueble).

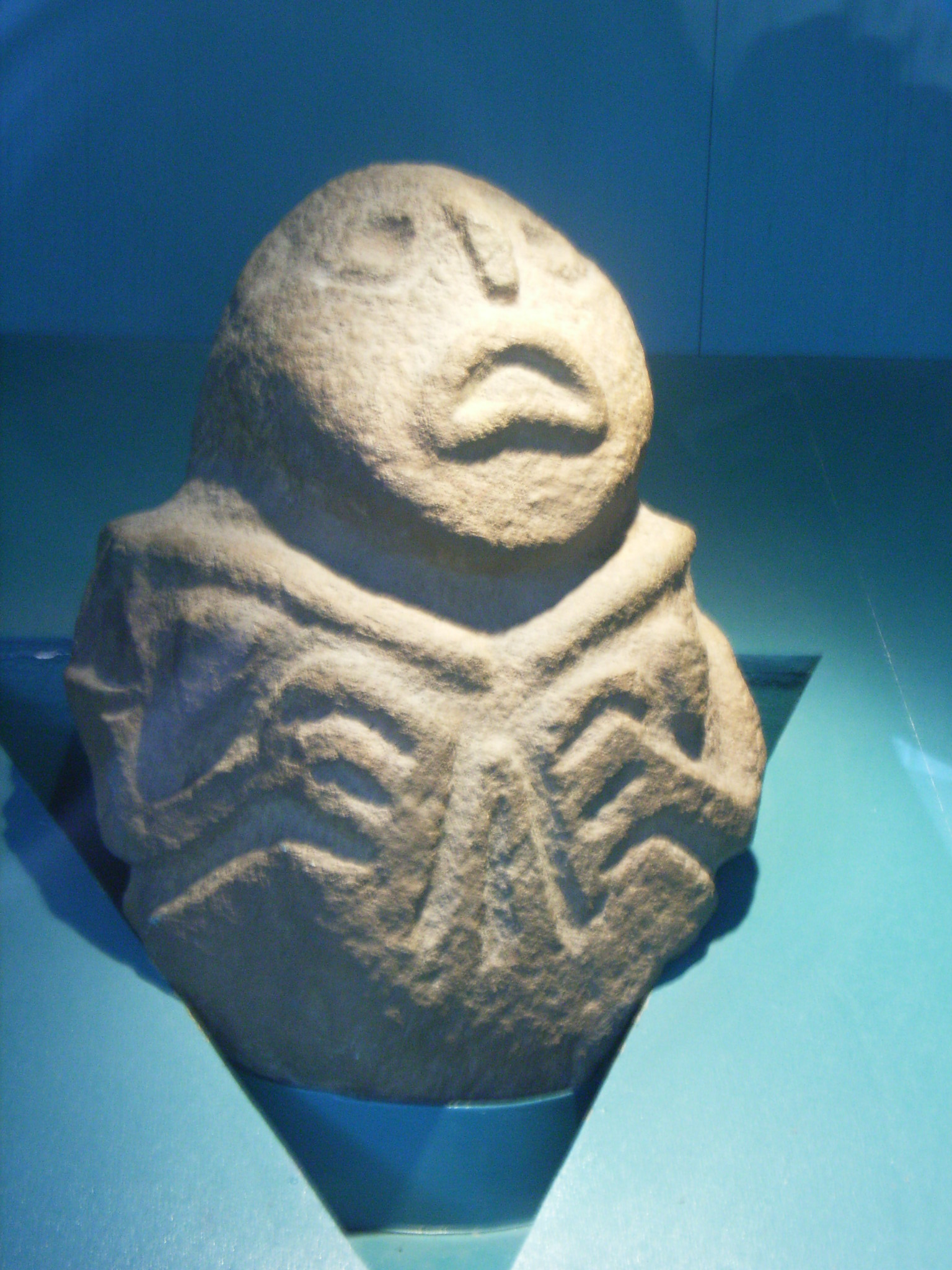
Escultura de Lepenski Vir.

El arte se volvió conceptual y racionalista, basado en lo geométrico y lo abstracto. La cultura aziliense de la cornisa cantábrica y del Pirineo francés nos ha deparado abundantes cantos rodados decorados con seriaciones de bandas, puntos, ramiformes, etc., de carácter abstracto, y a los que se les otorga un significado mágico/simbólico. La cultura natufiense destaca, entre otras cosas, por sus características representaciones de animales en morteros de mano, mangos de hoz o cuchillos, o sea, por su arte mueble.
En el Levante español grupos humanos dejaron pinturas que muestran una evolución del arte rupestre hacia modelos más esquemáticos, que representaban movimiento. En las paredes de los  abrigos rocosos estos hombres pintaron complejas escenas de caza, de danzas y ritos mágicos. Las figuras están hechas con pigmentos negros o rojizos, y son muy estilizadas. A pesar de ello se pueden identificar personajes como hechiceros/chamanes, gracias a los tocados que les cubren la cabeza, a los bastones que llevan y a los adornos que les cuelgan de rodillas y brazos; también se aprecian hombres con plumajes y brazaletes en brazos y tobillos, mientras que las mujeres lucen largas faldas. Hay mucho movimiento (como contraste con el arte paleolítico) y las luchas entre grupos aparecen con relativa frecuencia, con batallas de arqueros que incluso llegan al cuerpo a cuerpo.
En Sierra Morena (Andalucía) se han encontrado figuras antropomórficas y teriomórficas (especialmente de cabras montesas y ciervos) muy esquematizadas, junto a signos del tipo de círculos, puntos, soles, ondulaciones. Otras representaciones importantes se han descubierto en Alpera (Albacete), Cogul (Lérida), Barranco de los Gascones (Teruel), Villar del Humo (Cuenca) o Barranco de Gazulla (Castellón).

## La "Revolución mesolítica"
Para ciertos autores la revolución neolítica comenzó a gestarse realmente durante el Mesolítico. Para B. Hayden y A. Testart durante este período aparecieron grupos de cazadores-recolectores especializados en unos pocos tipos de recursos abundantes y seguros, que se podían almacenar durante buena parte del año, lo que les permitió aumentar su demografía y sedentarizarse. La acumulación de bienes habría provocado las primeras desigualdades sociales y la aparición de jerarquías, encabezadas por aquellos que se habrían encargado de la gestión de los excedentes. Así habrían surgido las jefaturas, ligadas siempre en sus tomas de decisiones a los chamanes. Para Testart, la recolección y la caza intensivas de unas pocas especies, habría llevado gradualmente a una serie de mejoras técnicas que seleccionaron artificialmente aquellas, desembocando naturalmente en su posterior domesticación. Por todo ello, ambos consideran que la verdadera revolución se produjo en el Mesolítico, cuando  fueron establecidas las bases económico-sociales que se desarrollaron posteriormente, durante el Neolítico.